# Tonträ
Med tonträ menas generellt träslag vilka kan användas i konstruktionen av ett musikinstrument. Olika träslag har olika akustiska egenskaper. Gran är exempelvis ett ofta förekommande träslag till locket på en gitarr på grund av sin styvhet/vikt-förhållande  Blockflöjter är ofta gjorda av lönn.